# Ourapteryx puncticulosa
Ourapteryx puncticulosa is een vlinder uit de familie van de spanners (Geometridae). De wetenschappelijke naam van de soort is voor het eerst geldig gepubliceerd in 1995 door Inoue & Stüning.